# Mathieu Babillot

a Compétitions nationales et continentales officielles uniquement.

b Matchs officiels uniquement.
Dernière mise à jour le 28 octobre 2022.
Mathieu Babillot, né le 9 septembre 1993 à Chartres (Eure-et-Loir), est un joueur international français de rugby à XV. Il évolue au poste de troisième ligne aile au Castres olympique.

## Biographie

### Formation à Castres
Mathieu Babillot est né d'une mère auvergnate et d'un père centrafricain. Il commence le rugby en 2003 au Castres olympique, et y fait toute sa formation.
En 2013, il est sélectionné en équipe de France des moins de 20 ans pour participer au Tournoi des Six Nations des moins de 20 ans, puis au Championnat du monde junior, durant lequel les Bleuets terminent à la cinquième place.
Le 10 novembre 2017, il dispute son premier match avec les Barbarians français contre les Māori All Blacks.
En février 2018, il est sélectionné pour la première fois en équipe de France par Jacques Brunel pour participer au Tournoi des Six Nations,. Il connaît sa première cape le 17 mars 2018 à l'occasion du cinquième et dernier match du tournoi, contre le Pays de Galles. Il entre en jeu à la place de Yacouba Camara dès la 26e minute. Les Français perdent cette rencontre 14 à 13 et terminent à la quatrième place.

### Champion de France en 2018
Lors de la saison 2017-2018, il est titulaire et capitaine lors du barrage victorieux contre le Stade toulousain à Ernest Wallon (23-11) ainsi que pour la demi-finale contre le Racing 92 (19-14) vice-champion d'Europe à Lyon. Mathieu Babillot est champion de France en 2018 en battant en finale Montpellier sur le score de 29 à 13,. Il soulève le Bouclier de Brennus au Stade de France pour la première fois de sa carrière. Courtisé par le RC Toulon, il renouvelle son contrat à l'issue de cette saison, ce qui le lie désormais jusqu'en 2022 avec le Castres olympique, dont il est devenu le capitaine. 
A l'orée de la saison 2018-2019, il est intégré à la liste XV de France de 40 joueurs et participe au premier stage de développement du 5 au 12 juillet 2018 au CNR de Marcoussis,. 

### Vice-champion de France en 2022
Mathieu Babillot est courtisé par l'Union Bordeaux Bègles de Christophe Urios, son ancien manager à Castres. Cependant, il choisit de prolonger son contrat avec le CO jusqu'en 2025.
En début de saison 2021-2022, Mathieu Babillot, le capitaine du CO, se blesse aux ischio-jambiers, le rendant indisponible trois mois. À son retour, son club termine à la première place de la phase régulière et se qualifie donc pour les phases finales de Top 14. Lors de la demi-finale, il est titulaire en deuxième ligne aux côtés de Tom Staniforth, et bat le Stade toulousain, se qualifiant ainsi pour la finale, la troisième de sa carrière. Le 24 juin 2022, il est de nouveau titulaire lors de la finale du Top 14 mais son équipe s'incline face au Montpellier HR (défaite 29 à 10). Cette saison, il joue quinze matchs toutes compétitions confondues dont douze en tant que titulaire, sans inscrire de points. 

## Palmarès

### En club
- Castres olympique

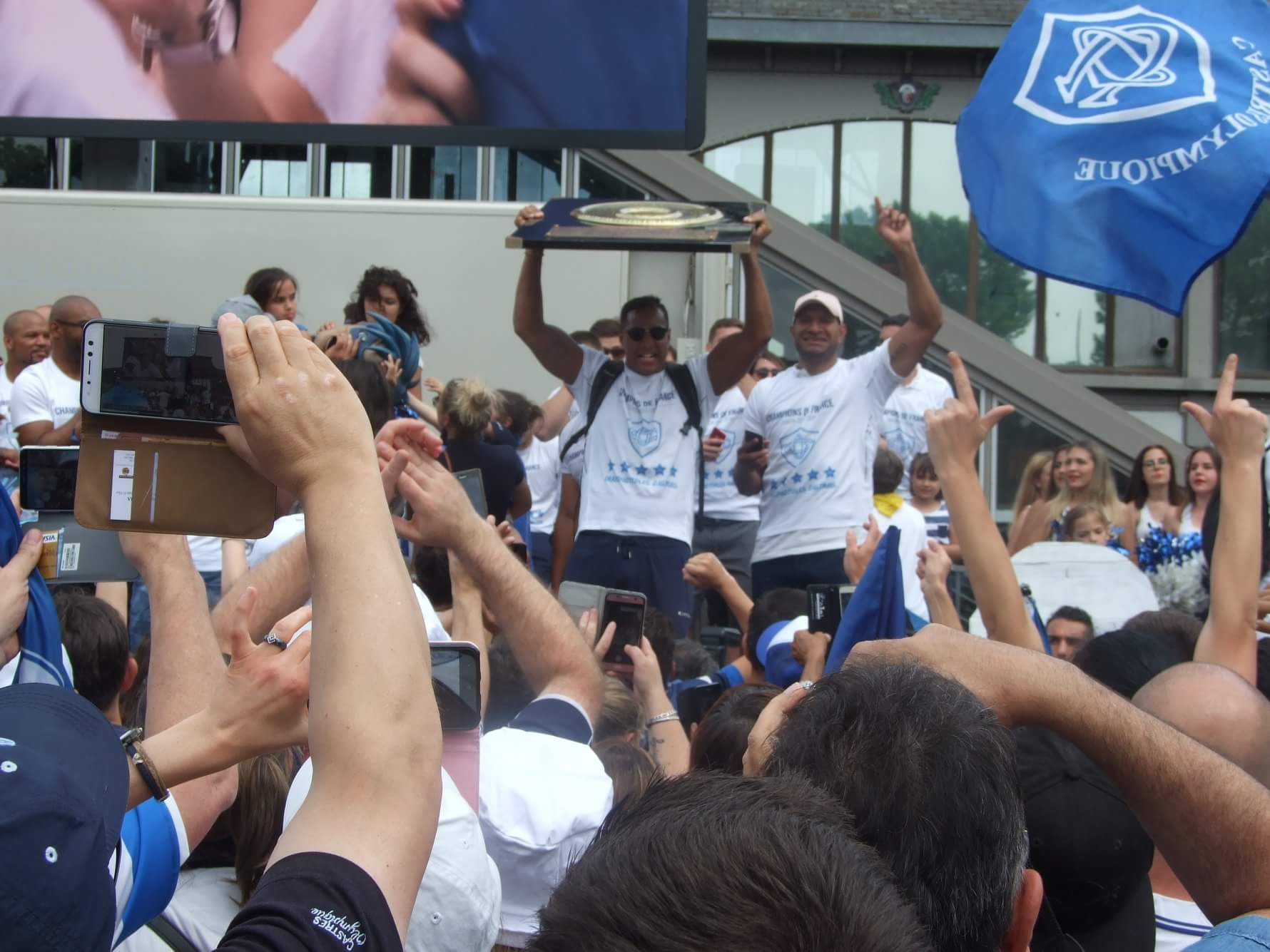
Mathieu Babillot soulevant le Bouclier de Brennus lors des festivités place Pierre-Fabre à Castres en 2018.

  - Finaliste du Championnat de France en 2014 et 2022
  - Vainqueur du Championnat de France en 2018

### En sélection nationale

#### Tournoi des Six Nations
| Édition                      | Rang | Résultats France | Résultats Babillot | Matchs Babillot |
| ---------------------------- | ---- | ---------------- | ------------------ | --------------- |
| Tournoi des Six Nations 2018 | 4e   | 2 v, 0 n, 3 d    | 0 v, 0 n, 1 d      | 1/5             |

Légende : v = victoire ; n = match nul ; d = défaite ; la ligne est en gras quand il y a Grand Chelem.

### Distinctions personnelles
- Oscars du Midi olympique :  Oscar d'Or 2018[19]
- Conseil du Département du Tarn : trophée du meilleur sportif tarnais 2022.